# Darwin-Wallace Medal

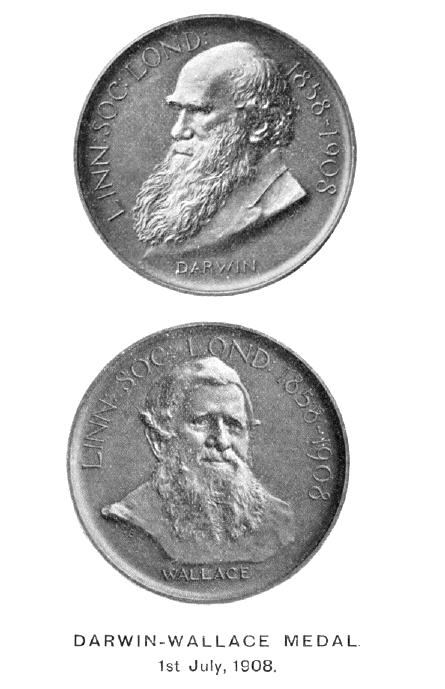
De twee zijden van een Darwin-Wallace Medal

De Darwin-Wallace Medal is een wetenschappelijke onderscheiding die de Linnean Society of London toekent voor 'grote vorderingen in de evolutiebiologie'. 
De prijs werd toegekend in 1908, 1958 en 2008 ter ere van de vijftigste, de honderdste en de honderdvijftigste verjaardag van de presentatie op 1 juli 1858 van On the Tendency of Species to form Varieties; and on the Perpetuation of Varieties and Species by Natural Means of Selection, een gezamenlijke tekst van de evolutiebiologen Charles Darwin en Alfred Russel Wallace.
In 2008 werd besloten dat de onderscheiding vanaf 2010 elk jaar zal worden toegekend vanwege het belang van onderzoek op het gebied van de evolutiebiologie. De medaille heeft een zijdelings profiel van het gezicht van Darwin aan de ene zijde en een frontaal profiel van het gezicht van Wallace aan de andere zijde. Aan beide zijden staat bij de randen de inscriptie 'LINN. SOC. LOND. 1858 – 1908'.
- Zie ook : Darwin Medal

## Ontvangers

### 1908
Goud:
- Alfred Russel Wallace

Zilver:
- Joseph Dalton Hooker
- August Weismann
- Ernst Haeckel
- Francis Galton
- E. Ray Lankester
- Eduard Strasburger

### 1958
Zilver:
- Edgar Anderson
- E. Pavlovsky
- Maurice Caullery
- Bernhard Rensch
- Ronald A. Fisher
- G. Gaylord Simpson
- C.R. Florin
- Carl Skottsberg
- Roger Heim
- H. Hamshaw Thomas
- J.B.S. Haldane
- E.A. Stensiö
- John Hutchinson
- G.V. Turesson
- Julian Huxley
- Victor Van Straelen
- Ernst Mayr
- D.M.S. Watson
- H.J. Muller
- J.C. Willis (postuum)

### 2008
Zilver:
- Nick Barton
- Mark Chase
- Bryan Clarke
- Joseph Felsenstein
- Stephen Jay Gould (postuum)
- P.R. Grant en Rosemary Grant
- James Mallet
- Lynn Margulis
- John Maynard‐Smith (postuum)
- Mohamed Noor
- H. Allen Orr
- Linda Partridge

### Vanaf 2010
- 2010 Brian Charlesworth
- 2011 James A. Lake
- 2012 Loren H. Rieseberg
- 2013 Godfrey Hewitt
- 2014 Dolph Schluter
- 2015 Roger Butlin
- 2016 Pamela S. Soltis en Douglas E. Soltis
- 2017 John N. Thompson
- 2018 Josephine Pemberton
- 2019 David Reich en Svante Pääbo
- 2020 Spencer Barrett
- 2021 Sarah P. Otto
- 2022 David Jablonski
- 2023 Ziheng Yang
- 2024 Peter Crane
- 2025 Trudy Mackay